# Volume 8: The Threat is Real
Albums de Anthrax
Stomp 442
(1995) We've Come for You All
(2003)
Volume 8: The Threat Is Real est le huitième album d'Anthrax, sorti le 21 juillet 1998.

## Titres
1. Crush (Charlie Benante, John Bush, Scott Ian) - 4:22
2. Catharsis (Benante, Bush, Ian) - 4:53
3. Inside Out (Benante, Bush, Ian) – 5:32
4. P & V (Benante, Bush, Ian) – 3:13
5. 604 (Benante, Bush, Ian) – 0:35
6. Toast to the Extras (Benante, Bush, Ian) – 4:25
7. Born Again Idiot (Benante, Bush, Ian) – 4:17
8. Killing Box (Benante, Bush, Ian) – 3:37
9. Harms Way (Benante, Bush, Ian) – 5:13
10. Hog Tied (Benante, Bush, Ian) – 4:36
11. Big Fat (Benante, Bush, Ian) – 6:02
12. Cupajoe (Benante, Bush, Ian) – 0:47
13. Alpha Male (Benante, Bush, Ian) – 3:05
14. Stealing from a Thief (Benante, Bush, Ian) – 13:03

## Autour de l'album
- On peut noter la présence de Phil Anselmo et Dimebag Darrell de Pantera.
- Le groupe a eu droit à un clip pour Inside Out. Il s'agissait d'une ambiance très années 50, dans un avion, qui recréait un épisode de La Quatrième Dimension.
- Tous les morceaux ont été écrits par Charlie Benante sauf * (Benante / Ian) et ** (Benante / Bello). Tous les textes sont de Scott Ian et John Bush

## Formation
- John Bush – chants
- Scott Ian – guitare
- Frank Bello – basse, chants sur Pieces
- Charlie Benante – batterie, guitare solo, percussions

### Invités
- Phil Anselmo – chœurs sur Killing Box
- Dimebag Darrell – guitare solo sur Inside Out & Born Again Idiot
- Paul Crook - guitare solo sur Big Fat, Hog Tied, Killing Box & Stealing From A Thief